# Patrick Sobela
Patrick Sobela (Francia, 12 de agosto de 1992) es un jugador profesional francés de rugby que se desempeña en la posición de ala abierto en Union Sportive Arlequins Perpignanais, equipo perteneciente a la liga Top 14.

## Carrera
Sobela es un jugador de formación francesa (JIFF). Comenzó su carrera deportiva con el equipo Union Sportive Oyonnax Rugby, en el cual jugó siete temporadas (2011-2018), después pasó a Lyon Olympique (2018-2023), luego a Union Sportive Arlequins Perpignanais, donde lleva jugando una temporada.